# لغز العظام
لغز العظام رواية للكاتبة الأمريكية كاثي ريكس. كاثي ريكس هي الملهمة لمسلسل شبكة «فوكس» الدرامي الشهير «BONES» وترجمت كتبها إلى أكثر من ثلاثين لغة في مختلف أنحاء العالم.

## الناشر
يقول الناشر عنها:
«إنها رواية رائعة تنسج على منوال أفضل القصص البوليسية الجنوبية! وأي متعة تفوق مشاهدة تمب برينان وهي تعود لوظيفتها مجددًا، لكنها تعود هذه المرة إلى بيئة كارولاينا الجنوبية الواقعية. إن حبكة رايكس التي لا نظير لها، والتي تجمع مشاهد علمية نفسية، هذا عدا الحبكة العاصفة، تجعل من قراءة رواية لغز العظام أمرًا ضروريًا».
تعالج كاتي رايكس موضوعًا آخر يستحوذ على انتباه العالم، وذلك في روايتها الجديدة لغز العظام، بعد النجاح الباهر الذي حققته رواية (Cross Bones). تضع هذه القضية عالمة الأنثروبولوجيا العدلية، تمبرنس برينان وسط المعمعة المرعبة لمشروع يحمل أبعادًا دولية.
تجد تمب نفسها عالقة بتدريس طلبة صف آثار غير متحمسين، يعملون ميدانيًا على نبش مقابر تقع على شاطئ من شواطئ تشارلستون، وتعود للأميركيين، الأصليين، تعثر تمب وسط العظام القديمة، على هيكل عظمي توفي صاحبه منذ سنين قليلة. وتعمد صديقتها الحميمة، إيما روسو، وهي المحققة الجنائية المحلية إلى إقناعها بالبقاء لتساعد بالتحقيقات. تسارع تمب للموافقة على البقاء ومساعدة صديقتها على حل هذه القضية، وذلك بعد أن كشفت لها سرًا مقلقًا من أسرارها.
يبدأ عدد الضحايا بالتصاعد، وجد رجل مجهول الهوية معلقًا على شجرة في عمق الغابات. وظهرت جثة أخرى داخل برميل. تكتشف تمب كسورًا غامضة على عظام عدة جثث، بالإضافة إلى دلالات على عمليات خنق. تتبع تمب آثار المجرم لتصل إلى عيادة مجانية في أحد الشوارع، والتي تضم موظفين عدائيين، وطبيبًا مشكوكًا بأمره، وواعظًا من خلال محطات التلفزيون. وتتكاثر الدلائل في أماكن تبدو عادية في الظاهر، ثم تسرع تمب إلى استخدام معارفها الفريدة لتعزز القضية الموكلة بها، حتى ولو ظل الشريف المحلي متشككًا، ولو تعرضت حياتها للتهديد.
تكتشف تمب أن حياتها العاطفية أصبحت معقدة بعض الشيء هي الأخرى. جاء رايان، وهو صديقها الحالي، من مونتريال لزيارتها، أما زوجها السابق بيتي، فحضر كي يحقق باختفاء مواطنة. سكن زوجها السابق معها في منزل صديقة لهما يقع على شاطئ البحر. يتنافس رايان وبيتي على اجتذاب انتباهها. تجد تمب نفسها منشغلة بمشاعرها بالرجلين معًا، وبصورة أعمق مما توقعته.